# Nicola Pietrangeli

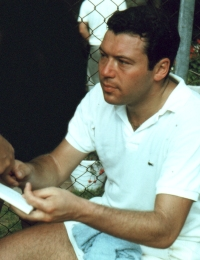
Nicola Pietrangeli under ett Sverigebesök 1964.

Nicola "Nicky" Pietrangeli, född 11 september 1933 i Tunis, Tunisien, är en italiensk före detta tennisspelare. Pietrangeli var i början av 1960-talet en av världens tio bästa amatörspelare; 1959–60 var han rankad som nummer tre. Han var en utpräglad grusspecialist, och nådde sina största framgångar på detta underlag.
Pietrangeli upptogs 1986 i International Tennis Hall of Fame.

## Tenniskarriären
Pietrangeli var en robust byggd spelare med god rörlighet och exceptionell blick för spelet. När han var som bäst hade han en mycket effektiv backhand som han kunde slå som säkra passeringar eller överraskande lobbar. Säsongerna 1959 och 1960 vann han singeltiteln i Grand Slam-turneringen Franska mästerskapen. År 1959 finalbesegrade han den sydafrikanske spelaren Ian Vermaak (3-6, 6-3, 6-4, 6-1) efter att i semifinalen ha besegrat australiern Neale Fraser. I finalen året därpå slog han den chilenske grusspecialisten Luis Ayala över fem set (3-6, 6-3, 6-4, 4-6, 6-3). Han var i final ytterligare två gånger (1961 och -64), men förlorade då mot spanjoren Manuel Santana.
Pietrangeli vann 1959 dubbeltiteln i franska mästerskapen tillsammans med landsmannen Orlando Sirola. I finalen besegrade det italienska dubbelparet australierna Roy Emerson/Neale Fraser (6-3, 6-2, 14-12). 
Pietrangeli vann singeltiteln i Italienska mästerskapen i Rom 1957 och 1961, sista gången genom finalvinst över Rod Laver.

### Davis Cup-spelaren Pietrangeli
Pietrangeli är den tennisspelare som spelat flest matcher i Davis Cup. Perioden 1954-72 spelade han med det italienska laget totalt 164 matcher, 110 av dessa var i singel. Han vann 120 av matcherna. Italien deltog under denna tid mycket framgångsrikt i DC-sammanhang. Pietrangeli, tillsammans med lagkamraten Orlando Sirola, spelade 1960 och 1961 final, båda gångerna mot Australien. Italien förlorade visserligen, men Pietrangeli lyckades ta den enda segern, då han i finalen 1960 besegrade Neale Fraser. Med Pietrangeli som ankare i DC-laget, spelade Italien dessutom fyra interzonfinaler och var fem gånger i Europafinal. Italien mötte Sverige tre gånger i Europafinaler (1956, 1961 och 1962), och vann de båda första gångerna. Pietrangeli förlorade dock i dessa finaler två gånger mot Jan-Erik Lundqvist (1961 och -62) och en gång mot Ulf Schmidt (1962). Matchen i 1961 års final mellan Lundqvist och Pietrangeli har blivit känd under beteckningen "lappen i Milano". Lundqvist beskriver i sin bok "Tokig i Tennis" hur han med hjälp av en liten papperslapp som han hade i byxfickan under matchen, lyckades besegra både Pietrangeli och den italienska publiken. I kritiska situationer under matchen tog han fram sin lapp på vilken han, inspirerad av TV-serien Perry Mason, hade skrivit: Låt publiken skräna och låt domarna döma fel. Du vinner det här fallet också.
Som aktiv spelare var det inte förunnat Nicola Pietrangeli att lyfta segerpokalen i Davis Cup. Däremot kunde han göra detta som icke spelande kapten för det italienska laget som vann 1976 över det chilenska laget.

## Grand Slam-finaler, singel (4)

### Titlar (2)
| År   | Mästerskap           | Finalmotståndare | Setsiffror          |
| 1959 | Franska mästerskapen | Ian Vermaak      | 3-6 6-3 6-4 6-1     |
| 1960 | Franska mästerskapen | Luis Ayala       | 3-6 6-3 6-4 4-6 6-3 |

### Finalförluster (Runner-ups) (2)
| År   | Mästerskap           | Finalmotståndare | Setsiffror              |
| 1961 | Franska mästerskapen | Manuel Santana   | 6-4, 1-6, 6-3, 0-6, 2-6 |
| 1964 | Franska mästerskapen | Manuel Santana   | 3-6, 1-6, 6-4, 5-7      |

## Övriga Grand Slam-titlar
- Franska mästerskapen
  - dubbel - 1959 (med Orlando Sirola)
  - mixed dubbel - 1958 (med Shirley Bloomer)